# Хрхов
Хрхов (слч. Hrhov) насељено је мјесто са административним статусом сеоске општине (слч. obec) у округу Рожњава, у Кошичком крају, Словачка Република.

## Становништво
| Година:    | 1994. | 2004.   | 2014.   | 2024.   |
| ---------- | ----- | ------- | ------- | ------- |
| Број људи: | 1177  | 1192    | 1115    | 1040    |
| Разлика:   |       | +1,27 % | -6,45 % | -6,72 % |

| Година:    | 2023. | 2024.   |
| ---------- | ----- | ------- |
| Број људи: | 1045  | 1040    |
| Разлика:   |       | -0,47 % |

Према подацима о броју становника из 2011. године насеље је имало 1.138 становника.